# 日本昭和音楽村

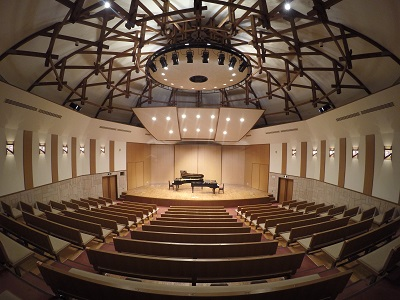
音響に定評のある水嶺湖ホール

日本昭和音楽村（にほんしょうわおんがくむら）は、「水の都」岐阜県大垣市の水嶺湖畔にある複合文化施設である。1994年（平成6年）5月4日オープン。
ホール、スタジオ、宿泊施設、レストラン等を備えており、森と湖に囲まれた豊かな自然環境の中、音楽合宿や音楽発表会に適した施設として、主に東海地方、関西地方の音楽教室、同好会、サークルなどに利用されている。
平成29年4月、施設使用料金が大幅に値下げされ、利用しやすくなった。

## 主な施設

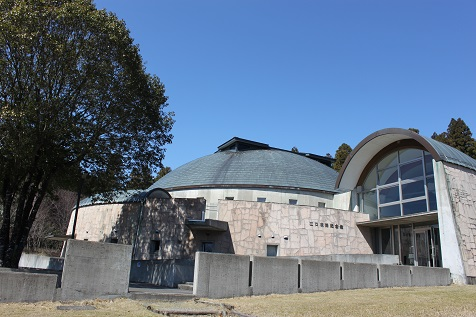
江口夜詩記念館（水嶺湖ホール）

### 江口夜詩記念館（水嶺湖ホール)

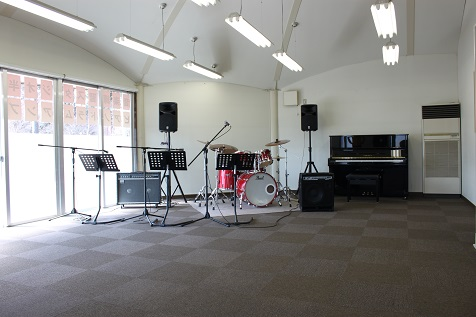
水嶺湖音楽スタジオ

水嶺湖ホール、江口夜詩メモリアルコーナー及び市民ギャラリーからなる中核施設。249席の小ホールは、音響設計をヤマハが手掛けており、プロ演奏家からも高く評価されている。事務所にて江口夜詩のCDを販売中。

### 水嶺湖音楽スタジオ

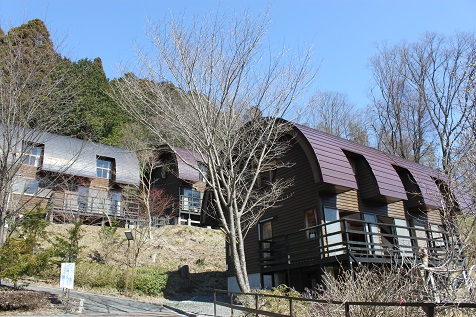
水嶺湖コテージ（外観）

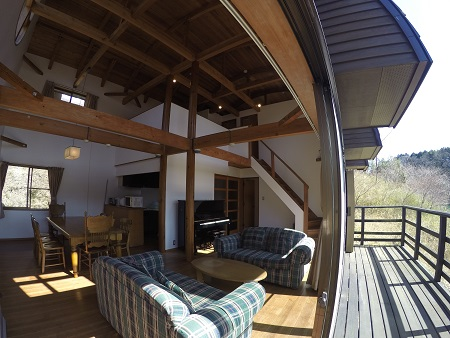
水嶺湖コテージ（C棟リビング）

音楽練習、リハーサルに最適なスタジオ。ドラムセット、ピアノ、アンプ、PAシステムなどの充実した設備を備えている。面積65㎡。

### 水嶺湖コテージ

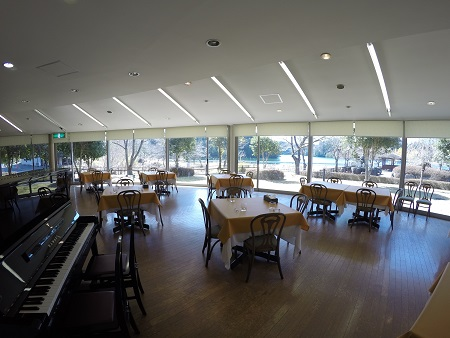
カフェレストラン

別荘のようなおもむきのあるコテージは全3棟あり、各棟定員10人で最大30人まで収容できる。各棟にピアノを備えており、音楽合宿利用では、パート別の練習会場としても利用できる。平成29年4月、コテージ利用者専用バーベキュー場オープン。

### カフェレストラン

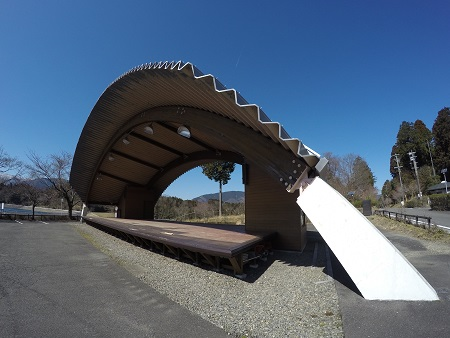
水嶺湖野外ステージ

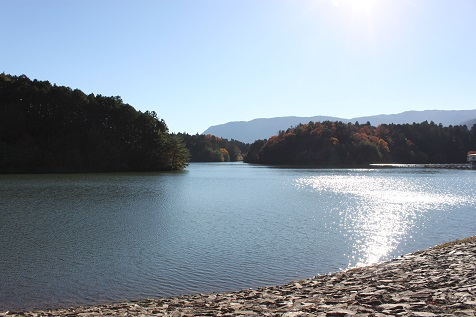
水嶺湖の景観

和食レストラン「華ひびき」が営業している。オーナー料理長は、前・四日市都ホテル日本料理長の副田克秀。

### 水嶺湖野外ステージ
水嶺湖に臨むコンサートやイベントなど多目的に利用できる野外ステージ。

## 所在地
〒503-1632 岐阜県大垣市上石津町下山2011

## 交通アクセス
車で名古屋から約60分、京都から約90分（名神高速道路「関ケ原IC」から16km（約25分））